# Gino Brenco
Gino Brenco (Pola, 18 luglio 1908 – ...) è stato un calciatore e allenatore di calcio italiano, di ruolo attaccante.

## Carriera
Con il Verona disputa 10 partite e segna 3 reti in massima serie nella stagione 1928-1929.
In seguito milita nel Fascio Grion Pola.